# Kostel svatého Jana Křtitele (Pardubice)
Kostel svatého Jana Křtitele se nachází v Pardubicích v ulici Bratranců Veverkových. Založen byl roku 1510 pány z Pernštejna. Dostavěn byl v letech 1563–1570. Kostel má jednu loď a čtyřboký presbytář se sakristií na severním nároží. Jelikož kostel stojí v místě někdejšího hlavního pardubického hřbitova, lze v jeho blízkosti nalézt několik renesančních náhrobků ze 16. a 17. století.